# Niklaus Dachselhofer (Schultheiss)

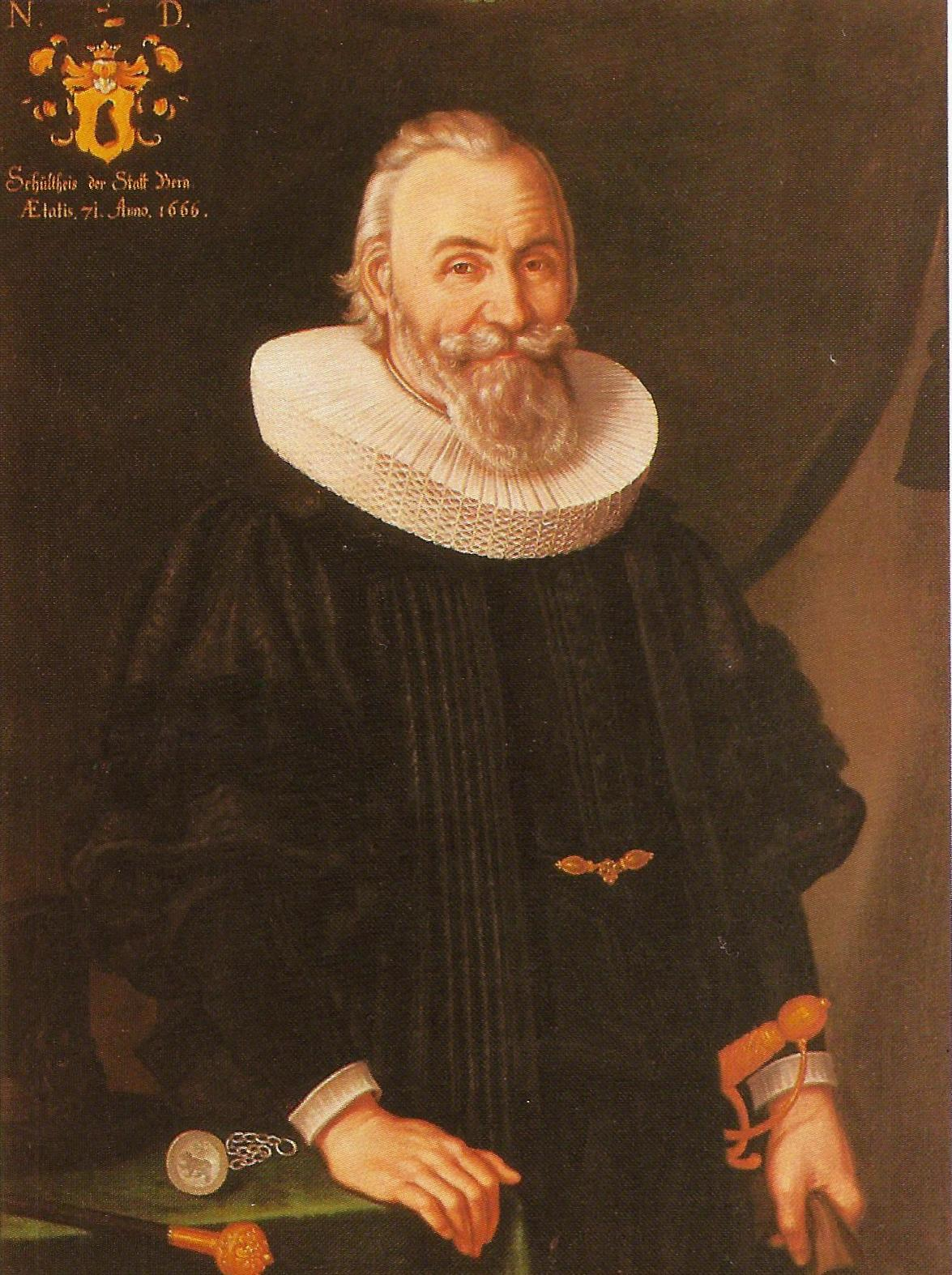
Niklaus Dachselhofer (1666)

Niklaus Dachselhofer (get. 18. November 1595 in Bern; † 12. Februar 1670 in Bern) war Schultheiss der Stadt Bern.
Niklaus Dachselhofer war ab 1628 Mitglied des bernischen Grossen Rates und Heimlicher, ab 1629 des Kleinen Rates, von 1630 bis 1634 amtete er als Landvogt zu Yverdon. 1635 wurde er Deutschseckelmeister, und von 1636 bis 1667 war er alternierend Schultheiss von Bern. Dachselhofer leitete die Kommissionen zur Untersuchung der Veruntreuungen des Seckelmeisters Johann Frischherz (1639) und zur Aufklärung der Hintergründe des 1641 erfolgten Thuner Aufstands. Im Bauernkrieg vertrat er 1653 an der Landsgemeinde in Langnau im Emmental ohne Erfolg die obrigkeitlichen Standpunkte.

## Archive
- Bestände zu Niklaus Dachselhofer in der Burgerbibliothek Bern